# 지식정보단지역
지식정보단지역(知識情報團地驛, BIT Zone station)은 대한민국 인천광역시 연수구에 있는 인천교통공사 인천 도시철도 1호선의 전철역이다. 영문 역명인 “BIT Zone”은 “Bio Information Technology Zone”의 약자이다.

## 구조
지하 2층 규모의 지하역이다. 지하 1층에 개찰구 및 역무 시설이, 지하 2층에 승강장이 있다. 각 층은 계단 및 에스컬레이터와 엘리베이터로 이어진다. 출구는 3곳이며, 1번 출구가 결번이다. 3번 출구는 도로변이 아닌 인근 상가 건물 내부로 연결되며, 시간대에 따라 해당 상가가 문을 닫으면 출구 이용이 불가능해지고 건물 앞에 있는 역 엘리베이터를 이용하라는 취지의 안내문이 게시되어 있다.

### 승강장
2면 2선의 상대식 승강장이며, 스크린도어가 설치되어 있다.
| 테크노파크 ↑ |
| \| 상        |
| ↓ 인천대입구 |

| 상행 | ● 인천 도시철도 1호선 | 원인재 · 인천시청 · 부평 · 계양 · 검단호수공원 방면 |
| 하행 | ● 인천 도시철도 1호선 | 센트럴파크 · 국제업무지구 · 송도달빛축제공원 방면   |

## 역사
- 2008년 9월 8일: 지식정보단지역으로 역명 결정[1]
- 2009년 6월 1일: 인천 도시철도 1호선 송도국제도시 연장선 구간 개통과 함께 영업 개시

## 역 주변
- 1번 출구 - 형지글로벌패션복합센터 CU 송도형지점
- 2번 출구 - 형지글로벌패션복합센터 중앙광장
- 3번 출구 - 송도건강생활지원센터, 인천시청미디어센터
- 4번출구 - 송도웰카운티1단지아파트

역 주변에는 미추홀공원, Calvin Manitoba INternational School(구 인천가톨릭대학교 (구)송도캠퍼스), 해송초등학교, 인천해송중학고, 해송고등학교 등이 있다.

## 이용객 변동
2009년 자료는 개통일인 2009년 6월 1일부터 12월 31일까지인 214일 기준으로 환산한 것이다.
| 노선      | 노선   | 일평균 인원수 (명/일) | 일평균 인원수 (명/일) | 일평균 인원수 (명/일) | 일평균 인원수 (명/일) | 일평균 인원수 (명/일) | 일평균 인원수 (명/일) | 일평균 인원수 (명/일) | 일평균 인원수 (명/일) | 일평균 인원수 (명/일) | 일평균 인원수 (명/일) | 각주  |
| 노선      | 노선   | 2003년                | 2004년                | 2005년                | 2006년                | 2007년                | 2008년                | 2009년                | 2010년                | 2011년                | 2012년                | 각주  |
| --------- | ------ | --------------------- | --------------------- | --------------------- | --------------------- | --------------------- | --------------------- | --------------------- | --------------------- | --------------------- | --------------------- | ----- |
| 인천1호선 | 승차   | 미개통                | 미개통                | 미개통                | 미개통                | 미개통                | 미개통                | 1,608                 | 2,192                 | 2,629                 | 2,697                 | [ 2 ] |
| 인천1호선 | 하차   | 미개통                | 미개통                | 미개통                | 미개통                | 미개통                | 미개통                | 1,523                 | 2,071                 | 2,536                 | 2,651                 | [ 2 ] |
| 인천1호선 | 승하차 | 미개통                | 미개통                | 미개통                | 미개통                | 미개통                | 미개통                | 1,835                 | 4,264                 | 5,165                 | 5,348                 | [ 2 ] |
| 노선      | 노선   | 2013년                | 2014년                | 2015년                | 2016년                | 2017년                |                       |                       |                       |                       |                       | [ 2 ] |
| 인천1호선 | 승차   | 3,195                 | 3,544                 | 3,713                 | 3,787                 | 3,765                 |                       |                       |                       |                       |                       | [ 2 ] |
| 인천1호선 | 하차   | 3,159                 | 3,557                 | 3,763                 | 3,880                 | 4,092                 |                       |                       |                       |                       |                       | [ 2 ] |
| 인천1호선 | 승하차 | 6,354                 | 7,101                 | 7,476                 | 7,667                 | 7,857                 |                       |                       |                       |                       |                       | [ 2 ] |

## 인접한 역
| 인천 도시철도 1호선               | 인천 도시철도 1호선   | 인천 도시철도 1호선                   |
| --------------------------------- | --------------------- | ------------------------------------- |
| I134 테크노파크 검단호수공원 방면 | ● 인천 도시철도 1호선 | I136 인천대입구 송도달빛축제공원 방면 |